# Henryk Sandomierski
Henryk Sandomierski (ur. ok. 1130, zm. 18 października 1166) – książę sandomierski w latach 1146–1166.

## Życiorys

### Pochodzenie
Henryk był szóstym (przedostatnim) według starszeństwa synem Bolesława III Krzywoustego, a piątym pochodzącym z jego małżeństwa z hrabianką Salomeą z Bergu. Henryk otrzymał imię po swoim dziadku macierzystym, Henryku, hrabim Bergu. Data jego narodzin nie jest pewna, zamyka się w latach 1126–1133; Kazimierz Jasiński przypuszczał, że Henryk urodził się około 1130. Data przekazana przez Jana Długosza – rok 1132 – jest tylko jego domysłem.

### Władza w Sandomierzu
Henryk został księciem księstwa dzielnicowego ze stolicą w Sandomierzu po usunięciu z kraju przyrodniego brata Władysława Wygnańca. Osoba Henryka pojawia się z reguły tylko przy okazji fundacji na rzecz Kościoła. Z tytułem księcia sandomierskiego występuje sporadycznie, określany jest raczej jako syn Bolesława Krzywoustego, czy brat Bolesława IV Kędzierzawego. Przypuszczalnie wziął udział w drugiej wyprawie krzyżowej 1147–1148. W 1149 wspólnie ze starszym bratem Bolesławem wziął udział w wyprawie wspomagającej księcia ruskiego Izjasława II Pantelejmona w walkach o Kijów.

### Wyprawa do Ziemi Świętej
Najbardziej znanym czynem księcia sandomierskiego jest jednak wyjazd wraz z rycerzami polskimi w 1154 do Ziemi Świętej, gdzie zapragnął bronić Jerozolimy przed Saracenami. Spędził tam zapewne rok, skąd powrócił w nimbie świętości.

A gdy przybył szczęśliwie do Ziemi Świętej, uczciwszy pobożnie grób Zbawiciela, złączył się z rycerstwem króla Jerozolimskiego Baldwina i z wielką odwagą i poświęceniem walczył przeciwko Saracenom, pragnąc pozyskać wieniec męczeński. Lecz gdy nie udało mu się tego szczęścia dostąpić, zabawiwszy tam rok cały i straciwszy znaczną liczbę rycerzy, już to w boju poległych, już odmienności powietrza znieść niemogących, wrócił zdrowo do ojczyzny. Tu od braci swoich, Bolesława i Mieczysława [prawdopodobnie chodzi o Mieszka], i przedniejszych panów polskich z wielką czcią i radością powitany został. Z jego to opowieści poczęła się dopiero szerzyć i upowszechniać w Polsce wiadomość o stanie, położeniu i własnościach Ziemi Świętej, niemniej o krwawych i zaciętych wojnach, które w jej obronie toczono z barbarzyńcami.

Po powrocie do Polski Henryk razem z braćmi Bolesławem i Mieszkiem III Starym podjął myśl chrystianizacji pogańskich sąsiadów.

### Donacje książęce na rzecz Kościoła
Kontakty nawiązane za granicą przyczyniły się do dużej fundacji kościelnej Henryka w postaci klasztoru i szpitala w Zagości, do której sprowadził joannitów.
Przypisywane są mu fundacje: nieistniejącej kolegiaty romańskiej w Wiślicy pw. narodzenia Najświętszej Marii Panny (na jej fundamentach istnieje Bazylika kolegiacka Narodzenia Najświętszej Marii Panny w Wiślicy); kolegiaty św. Marcina w Opatowie – według Jana Długosza zbudowanej dla templariuszy, lecz pobyt templariuszy w Opatowie jest kwestionowany; oraz udział w fundacji kościoła i klasztoru w Czerwińsku nad Wisłą.
| Fundacje Henryka Sandomierskiego | Fundacje Henryka Sandomierskiego | Fundacje Henryka Sandomierskiego | Fundacje Henryka Sandomierskiego |
| --- | -------------------------------- | -------------------------------- | -------------------------------- |
| |                                  |                                  |                                  |
| Zdjęcie od lewej strony – kościół pw. św. Jana Chrzciciela w Starej Zagości z zachowanymi reliktami romańskimi, przebudowany przez Kazimierza Wielkiego, drugie od lewej – pozostałości romańskiej kolegiaty pw. Narodzenia NMP w podziemiach obecnej kolegiaty w Wiślicy, drugie od prawej – Kolegiata pw. św. Marcina z Tours w Opatowie, z prawej – kolegiata pw. Zwiastowania Najświętszej Marii Panny w Czerwińsku nad Wisłą |                                  |                                  |                                  |

### Okoliczności śmierci
Wyprawa zbrojna pod dowództwem Bolesława Kędzierzawego i Henryka Sandomierskiego ruszyła w drugiej połowie 1166 roku. O jej szczegółach dokładnie napisał nadworny kronikarz młodszego brata Kazimierza II Sprawiedliwego Wincenty Kadłubek:

Zebrawszy więc razem liczne wojsko najlepiej wyćwiczonych (tj. ludzi Bolesława IV Kędzierzawego) gotuje się do najazdu na prowincję Getów (tj. Prusów) żadną w prawdzie sztuką nie obwarowane, lecz niedostępne z powodu naturalnego położenia. U samego wstępu jest matecznik zewsząd zarosły gąszczem ciernistych krzaków, gdzie pod zielenią trawy, kryje się otchłań błotnej smoły. Zwiadowcy i przewodnicy wojsk zapewniają, że znaleźli niezawodną krótszą drogę przez knieje, byli bowiem i nieprzyjaciół podarkami przekupieni i o zasadzce na swoich powiadomieni. Tędy po wąskiej ścieżce gnają na wyścigi pierwsze szeregi doborowego wojska, gdy [nagle] z zasadzki wyskakują z obu stron nieprzyjaciele i nie tylko z dala rażą pociskami, jak to kiedy indziej czynić zwykli, lecz jak gdyby w tłoczni ściśniętych prasą rozgniatają. A ci samorzutnie, jak dzicy rzucają się na zjeżone dzidy, jedni z żądzy zemsty, drudzy z chęci śpieszenia na pomoc i więcej ich pada pod ciężarem własnego natłoku, niż od ciosów oręża. Niektórych zbroją obciążonych pochłania głębia rozwartej otchłani, inni ponoszą śmierć zaplątawszy się w zarośla i krzaki cierniste, [a] wszystkich ogarnia mrok szybko zapadającej nocy. Tak przez zdradziecki postęp przepadło bitne wojsko! Tak zmarniała w niedorzecznej wojnie dzielność wspaniałych rycerzy! Wymowa najwymowniejszych nie starczyłaby, żeby chociaż powierzchownie napomknąć, a cóż dopiero szerzej opowiedzieć o ich imionach, osobach, szlachetnym pochodzeniu, rodowodzie, godnościach, dzielnościach, śmiałości, dostatkach! Aż po dzisiejszy dzień różni ludzie na różne sposoby ich śmierć opłakują. [...] Pełnoletni już Kazimierz podobnym testamentem (do tego na mocy którego odziedziczył Mazowsze) odziedziczył księstwo po zmarłym księciu Henryku.

Przytoczony powyżej fragment nie precyzuje dokładnie faktu zgonu w bitwie Henryka, jak i nie informuje, gdzie starcie się rozegrało. Z kontekstu kroniki śmierć syna Bolesława Krzywoustego na polu bitwy podczas wyprawy na Prusów nie budzi jednak wątpliwości. Dzienną datę śmierci księcia sandomierskiego – 18 października 1166 roku znamy dzięki źródłom pośrednim.
Istnieje przekaz o miejscu bitwy, w której poległ Henryk Sandomierski nazywanej bitwą pod Wąbrzeźnem, toczonej na bagnistych terenach Zgniłki, czyli terenu między dzisiejszymi miejscowościami: Wąbrzeźnem, Ryńskiem a Płużnicą, a które nie zostało jednoznacznie zidentyfikowane. Wymieniane są także znajdujące się w pobliżu Wąbrzeźna okolice jeziora Wieczno oraz pobliskie miejscowości: Nielub, Bartoszewice, Orłowo.

### Księstwo sandomierskie po śmierci Henryka
Henryk nie był żonaty i nie pozostawił potomstwa. Całość swojego dziedzictwa zostawił najmłodszemu bratu, nieposiadającemu jeszcze własnej dzielnicy Kazimierzowi II Sprawiedliwemu. Ostatnia wola Henryka została wykonana tylko częściowo. O losach księstwa sandomierskiego wiemy dzięki dokumentowi z 31 grudnia 1167 roku w którym zapisano

Roku 1166. Podczas panowania najjaśniejszego księcia Bolesława, Mieszka, Kazimierza umarł bez dziedzica czwarty ich brat książę Henryk. Ziemie jego zostały podzielone zostały na trzy części. Okazalsza część i siedziba jego władztwa, to jest Sandomierz przypadła starszemu bratu Bolesławowi. Także w tym roku i w tym samym dniu umarł w Chrystusie Mateusz błogosławionej pamięci biskup krakowski.

### Ikonografia –płyta orantóww Wiślicy

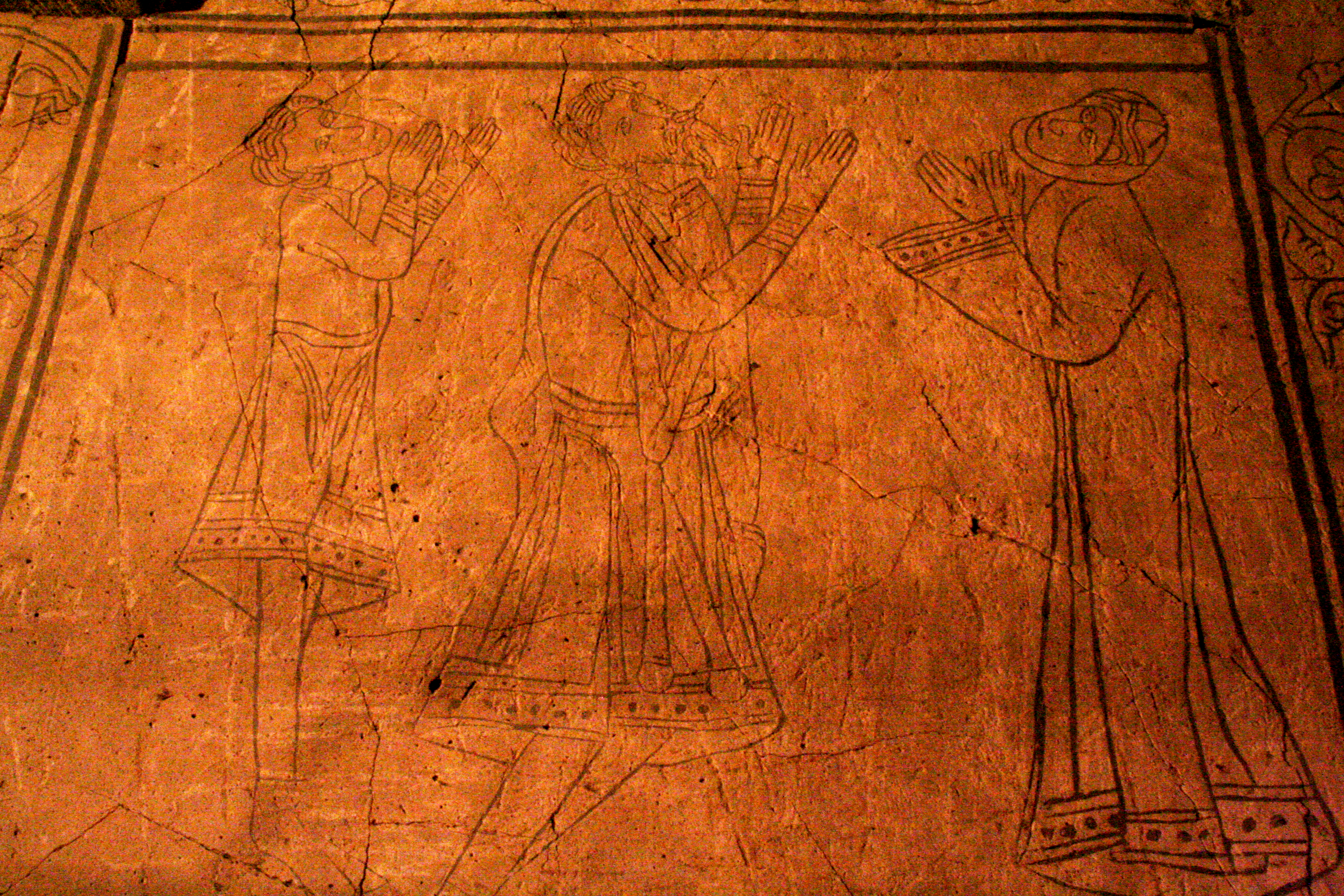
Płyta Orantów, panel dolny

Postać przedstawiona w górnym panelu romańskiej płyty orantów datowanej na ok. 1175 – 1177 r., odkrytej w 1959 r. podczas prac archeologicznych na terenie fundamentów romańskiej kolegiaty pw. Narodzenia Najświętszej Marii Panny w Wiślicy, identyfikuje się jako Henryka Sandomierskiego. Płyta orantów przypisywana jest fundacji jego starszego brata – Bolesława Kędzierzawego. Przypuszczalnie Henryk Sandomierski został pochowany na terenie romańskiej kolegiaty, a płyta orantów była książęcym epitafium.
Wizerunek Henryka Sandomierskiego identyfikowany jest także na denarach z XII w. między wizerunkami Mieszka III Starego i Bolesława IV Kędzierzawego.

### Genealogia
| Władysław I Herman ur. ok. 1043 zm. 4 VI 1102 | Władysław I Herman ur. ok. 1043 zm. 4 VI 1102 |                                                        |                                                        | Judyta czeska ur. w okr. 1056–1058 zm. 25 XII 1086 | Judyta czeska ur. w okr. 1056–1058 zm. 25 XII 1086 |  |  | Henryk z Bergu ur. ? zm. 24 IX 1116 | Henryk z Bergu ur. ? zm. 24 IX 1116 |                                               |                                               | Adelajda z Mochental ur. ? zm. 1 XII 1125 | Adelajda z Mochental ur. ? zm. 1 XII 1125 |
|                                               |                                               |                                                        |                                                        |                                                    |                                                    |  |  |                                     |                                     |                                               |                                               |                                           |                                           |
|                                               |                                               |                                                        |                                                        |                                                    |                                                    |  |  |                                     |                                     |                                               |                                               |                                           |                                           |
|                                               |                                               | Bolesław III Krzywousty ur. 20 VIII 1086 zm. 28 X 1138 | Bolesław III Krzywousty ur. 20 VIII 1086 zm. 28 X 1138 |                                                    |                                                    |  |  |                                     |                                     | Salomea z Bergu ur. zap. 1099 zm. 27 VII 1144 | Salomea z Bergu ur. zap. 1099 zm. 27 VII 1144 |                                           |                                           |
|                                               |                                               |                                                        |                                                        |                                                    |                                                    |  |  |                                     |                                     |                                               |                                               |                                           |                                           |
|                                               |                                               |                                                        |                                                        |                                                    |                                                    |  |  |                                     |                                     |                                               |                                               |                                           |                                           |
|                                               |                                               |                                                        |                                                        |                                                    |                                                    |  |  |                                     |                                     |                                               |                                               |                                           |                                           |

|  |  |  |  | Henryk Sandomierski (ur. ok. 1130, zm. 18 X 1166) |

### Henryk Sandomierski w kulturze
Henryk jest bohaterem powieści Jarosława Iwaszkiewicza Czerwone tarcze i niezrealizowanego filmu Wojciecha Jerzego Hasa pod tym samym tytułem.